# Eurip
L'Eurip (grec: Εύριπος [évɾipos]) és un estret que separa l'illa d'Eubea, a la mar Egea, de la regió de Beòcia, a la Grècia continental. En el punt més estret de l'Eurip se situa la ciutat de Calcis, el port més important de la zona. L'Eurip divideix la Mar d'Eubea en dos: al nord, el golf nord d'Eubea o Canal d'Atalante, de bona amplada, que connecta amb el Golf Malíac; i al sud, el golf sud d'Eubea o Canal d'Erètria, més estret, i que connecta amb les Cíclades.
Històricament ha estat sempre de gran importància, tant pel seu paper com a pas marítim com pel fet que, ja d'època antiga, és el sol punt que permet la connexió entre Eubea i la Grècia continental per via terrestre gràcies al pont que supera l'estret. Per aquest motiu, a l'edat mitjana i fins al segle xix, l'Eurip donà nom a la ciutat de Calcis i a tota l'illa d'Eubea, en la seva variant Negroponte (en català Negrepont).
A despit de la seva importància pel comerç marítim, tot i així es tracta d'un estret molt perillós per les embarcacions, atès que té corrents molt forts que canvien diverses vegades de direcció en un mateix dia, fenomen que es deu al fet que les marees del golf nord són més altes que les del golf sud.

## Nom
El seu nom (grec: Εύριπος, pronunciat [ˈevripos]) prové del grec antic Εὔριπος, tradicionalment considerat un mot compost de εὖ 'bo' i ῥιπή 'riba'. En grec medieval el nom es deformà en Έγριπος, Égripos, per la confusió freqüent entre [v] i [γ]. Aquesta forma apareix testimoniada per primera vegada en Constantí VII (segle x), i donà peu al naixement de la variant italiana Negroponte (en català medieval Negrepont), popular a tota l'Europa Occidental fins ben entrat el segle xix. El procés parteix del sintagma grec στὸν Ἔγριπον 'cap a l'Eurip', interpretat com a στὸ Νέγριπον pels francs i els venecians de la Quarta Croada, que per etimologia popular entenien que era format per l'adjectiu romànic negre i el substantiu també romànic pont, com si fes referència al pont que travessava l'estret. El turc Eğriboz també prové de la forma grega Égripos, que en grec modern s'ha abandonat a favor de la forma antiga.
Atesa la gran importància de l'estret i del pont, ben aviat, ja en època medieval, el nom de l'Eurip serví per fer referència a la ciutat de Calcis, i posteriorment a tota l'illa d'Eubea. Així, del segle xiii fins ben entrat el segle xix era comú a tot Europa de conèixer l'estret, la ciutat i l'illa amb el nom de Negroponte, i també a Grècia, on els noms originals romangueren en ús fins al segle xvi. Amb la Independència de Grècia, es restabliren els noms clàssics de Calcis per la ciutat i Eubea per l'illa.

## Història
Més enllà de la sedimentació aportada i retirada al llarg dels segles, l'estret està delimitat per dues formacions rocoses: els turons sobre els quals s'alça la ciutat de Calcis i el pujol on es troba el castell de Karababa, l'antiga fortificació de Canet (grec antic: Κάνηθος), construïda el segle iv aC. De les narracions d'Heròdot es desprèn que era navegable per grans flotes de trirrems. En qualque moment del món antic, però, es construí un dic per tancar el pas o, si més no, per fer-lo més estret i poder-hi fer un pont. Diodor de Sicília diu que això va ser l'any 411 aC, i que es deixà solament un pas estret per on només passava una sola embarcació. No obstant això, ni Tucídides ni Xenofont no fan menció d'aquesta obra, de manera que és possible que es construís en un moment posterior, segurament el segle iv aC.

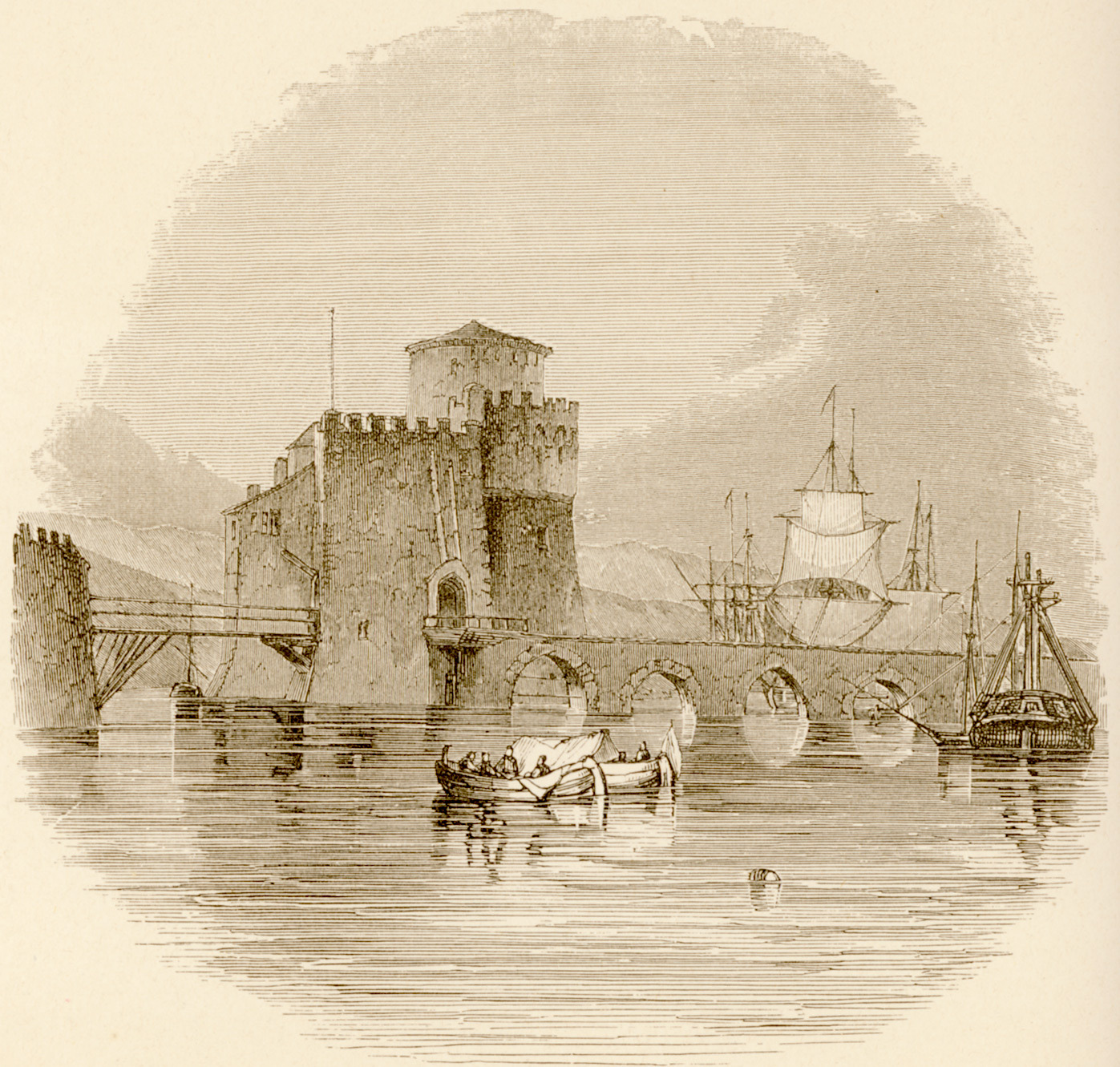
El pont fins al, amb el castell al mig, el pont de pedra a la dreta i el pont llevadís a l'esquerra

Procopi de Cesarea indica que a la seva època, en temps de l'emperador Justinià el Gran, l'estret tenia dos braços, un dels quals era molt més estret que l'altre. L'estret mantengué aquesta conformació, amb una gran roca al mig que el separava en dos braços, sobre la qual, en època veneciana, es construí una fortificació. El braç més ample separava el castell de la costa beòcia, i el superava un pont de pedra d'uns vint metres d'ample. L'altre braç, com que tenia més de dos metres de fondària, era destinat al pas de les embarcacions, i, com que solament feia uns deu metres d'ample, era superat per un pont llevadís de fusta que connectava l'illa amb el castell. Amb la construcció del pont giratori de 1896 es destruí el castell i el pont de pedra.

## Ponts
Hi ha dos ponts per carretera que travessen l'estret. El primer es troba al centre de la ciutat, i la connecta amb Xirovrisi, el barri de l'altra banda del pont. Va ser construït el 1962, per bé que fou profundament reformat el 1998. Aquest pont substitueix el pont giratori de 1896, les obres del qual comportaren la destrucció del castell venecià situat al mig de l'estret i que el dividia en dos. Al seu torn, aquest pont substituïa un pont llevadís, de 1858, construït perquè l'anterior, de 1842, impedia la navegació. El pont medieval fou construït pels turcs el 1470.
El segon pont està situat a la part sud de la ciutat, i és un pont penjant sobre cables i dos pilons. Mentre que l'altre connecta la ciutat, aquest pont és el que connecta l'illa amb el continent per carretera, que condueix a Tebes i a Atenes. Va ser construït el 1992 i generalment és anomenat Pont Nou.

## Marees i corrents
L'Eurip és una de les poques excepcions de la Mediterrània en què sí que ocorre el fenomen de la marea, generalment unes quatre vegades al dia. A més, els corrents marins són forts i varien de direcció diverses vegades cada dia de manera aparentment aleatòria, i és habitual que s'hi formin remolins, de manera que és perillós per les embarcacions petites.
Aquest fenomen ja va cridar l'atenció dels antics: es deia que Aristòtil va morir de desesperació perquè no podia trobar el motiu d'aquest fenomen. La causa té a veure amb les marees, que, per bé que a la Mediterrània són molt lleugeres, al nord de l'estret són més intenses que al sud, atès que la mar és molt més ampla que al sud de l'estret. L'acadèmic francès François-Alphonse Forel contribuí a la comprensió d'aquest fenomen enigmàtic gràcies a la descoberta del fenomen de les seixes, però no fou resolt fins a 1929, gràcies a les conclusions de Dimitrios Eginitis.